# Маркетолог
Маркетолог — професія особи, що займається маркетингом, або вивчає його як науковець. Згідно із найбільш вживаним визначенням — це вид людської діяльності, спрямований на задоволення потреб шляхом обміну. Також існує твердження що маркетингова діяльність — це передбачення, управління і задоволення попиту на товари, послуги, організації, людей, території та ідеї за допомогою обміну.
Водночас це складна та динамічна галузь, що охоплює широке коло професійних функцій, тому існує чимало спеціалізацій у середині професії, як от інтернет-маркетолог, маркетолог-аналітик, бренд-менеджер, стратег. Відповідно у роботі цих фахівців переважатиме фокус на більш вузькій технічній, аналітично-дослідницькій, комунікаційній чи управлінській діяльності у маркетингу.

## Українські маркетологи
Докладніше: 